# Giuseppe Brignone (politico)
Giuseppe Brignone (Bricherasio, 15 giugno 1808 – Torino, 19 maggio 1859) è stato un politico italiano.

## Biografia
Fratello di Filippo, fu deputato del Regno di Sardegna per quattro legislature, eletto nel collegio di Pinerolo.
Fu inoltre sindaco di Pinerolo, città che gli ha intitolato una via del centro cittadino.
Con il collega Giuseppe Malan, fu promotore della realizzazione della Ferrovia Torino-Pinerolo.